# Jayasari (Cimarga)
Jayasari is een bestuurslaag in het regentschap Lebak van de provincie Banten, Indonesië. Jayasari telt 2570 inwoners (volkstelling 2010).